# Kamisarder
Kamisarder (fransk Camisards) var franske protestanter (de såkaldte hugenotter, som selv kaldte sig reformés) med rødder i valdensere. 
Kamisarderne levede som bønder i Cevennerne og i Languedoc i landets sydlige del. Begrebet camisard er hentet fra deres skjorter (fransk chemise dialektal camise).
De begyndte i 1685 en opstand mod Ludvig 14. på grund af ophævelsen af Ediktet fra Nantes (der ellers var indført i 1598). Efter ophævelsen af Ediktet fra Nantes, begyndte en undertrykkelse af de franske protestanter.
I 1702 kom det til en samlet bondeopstand, Cevennerkrigen, som gik over i en grusom guerillakrig. Selvom kamisardernes leder Jean Cavalier sluttede fred i 1704, og selv om mange af kamisardernes ledere blev henrettet i 1705, forsatte mindre kampe helt til 1710. Jean Cavlier fortsatte dog kampen mod Frankrig. Han gik i tjeneste først for Savoyen og senere for England. Han bosatte sig i Irland - og skrev sine erindringer om Cevennerkrigen. En endelig fredsaftale blev først underskrevet i 1715. Formelt opnåede hugenotterne først ligeberettigelse med udstedelsen af lovbogen Code civil i 1804.
Op mod en halv million hugenotter flygtede - nogle få hundrede heraf kom i 1720-1723 til Fredericia i Danmark. En del kamisarder flygtede til Tyskland, hvor de stiftede den radikal-pietistiske bevægelse af inspirerede. Andre flygtede til bl.a. Schweiz, Nederlandene, England og Brandenborg.
Cevennerkrigen svækkede Frankrigs politiske position i den spanske arvefølgekrig, fordi nogle af hærens bedste tropper blev sat ind mod kamisarderne.